# حوليات نورمبرغ
حوليات نورمبرغ هي موسوعة تاريخية وضعها هارتمان شدل باللغة اللاتينية، ونشرت سنة 1493 م.